# مهرالسنه
مهرالسنه مهریهی همسران و فرزندان پیامبر اسلام است که عبارت از پانصد درهم (برابر پنجاه دینار) می‌باشد. هر چند در اسلام مهریه از دید قلت و کثرت اندازه‌ای نداشته و به میل و ارادهٔ دو طرف بسته است.
میزان این مهریه، متفاوت ذکر شده است. کمترین مقدار روایت شده چهارصد درهم نقره‌ی مسکوک و بیشترین مقدار ذکر شده پانصد درهم نقره‌ی مسکوک است. پانصد درهم نقره‌ی مسکوک معادل پنجاه دینار طلای مسکوک در نظر گرفته می‌شده است. با این حساب، چون هر دینار معادل ۴٫۶۰۸ گرم (یک مثقال صیرفی) طلای سکه شده با خلوص ۷۵۰ است و دارای ۳٫۴۵۶ گرم (یک مثقال شرعی) طلای خالص و حداقل ۰٫۶۰۴۸ گرم (ربع درهم) نقره و مقداری مس می‌باشد، بنابراین پنجاه دینار معادل ۱۷۲٫۸ گرم طلای خالص، حداقل ۳۰٫۲۴ گرم نقره و مقداری مس می‌شود. در زمان پیامبر اسلام ارزش هر ۶.۸۲۵ گرم نقره با یک گرم طلا برابری می‌کرده است، در نتیجه پنجاه دینار معادل ۱۷۷.۲۳ گرم طلای خالص است (حداکثر 25 سکه تمام بهار آزادی). باید توجه داشت که به علت ارزش بالای نقره در صدر اسلام (نسبت به طلا) و ارزش پایین آن در زمان ما (نسبت به طلا)، تمامی محاسبات با انجام تبدیلات به طلا انجام شده است.